# Troy Hudson
Troy Elderon Hudson (Carbondale, 13 marzo 1976) è un ex cestista statunitense, professionista nella NBA.

## Statistiche

### College
| Anno      | Squadra             | PG | PT | MP   | TC%  | 3P%  | TL%  | RP  | AP  | PRP | SP  | PP   |
| --------- | ------------------- | -- | -- | ---- | ---- | ---- | ---- | --- | --- | --- | --- | ---- |
| 1994-1995 | Missouri Tigers     | 2  | 0  | 10,0 | 40,0 | 16,7 | 50,0 | 1,0 | 2,0 | 0,5 | 0,0 | 5,0  |
| 1995-1996 | S. Illinois Salukis | 25 | 20 | 32,5 | 39,0 | 37,7 | 79,6 | 4,4 | 1,5 | 1,2 | 0,0 | 21,3 |
| 1996-1997 | S. Illinois Salukis | 30 | 28 | 35,8 | 39,1 | 37,0 | 82,3 | 3,6 | 2,8 | 1,4 | 0,1 | 21,0 |
| Carriera  | Carriera            | 57 | 48 | 33,5 | 39,1 | 37,1 | 80,6 | 3,8 | 2,2 | 1,3 | 0,0 | 20,6 |

### NBA

#### Regular Season
| Anno      | Squadra            | PG  | PT  | MP   | TC%  | 3P%  | TL%  | RP  | AP  | PRP | SP  | PP   |
| --------- | ------------------ | --- | --- | ---- | ---- | ---- | ---- | --- | --- | --- | --- | ---- |
| 1997-1998 | Utah Jazz          | 8   | 0   | 2,9  | 42,9 | 0,0  | -    | 0,3 | 0,5 | 0,3 | 0,0 | 1,5  |
| 1998-1999 | L.A. Clippers      | 25  | 6   | 21,0 | 40,0 | 31,9 | 89,5 | 2,2 | 3,7 | 0,4 | 0,1 | 6,8  |
| 1999-2000 | L.A. Clippers      | 62  | 38  | 25,7 | 37,7 | 31,1 | 81,1 | 2,4 | 3,9 | 0,7 | 0,0 | 8,8  |
| 2000-2001 | Orlando Magic      | 75  | 7   | 13,4 | 33,6 | 20,2 | 81,7 | 1,4 | 2,2 | 0,5 | 0,0 | 4,8  |
| 2001-2002 | Orlando Magic      | 81  | 4   | 22,9 | 43,4 | 35,3 | 87,6 | 1,8 | 3,1 | 0,7 | 0,1 | 11,7 |
| 2002-2003 | Minnesota T'wolves | 79  | 74  | 32,9 | 42,8 | 36,5 | 90,0 | 2,3 | 5,7 | 0,8 | 0,1 | 14,2 |
| 2003-2004 | Minnesota T'wolves | 29  | 1   | 17,3 | 38,6 | 40,3 | 81,8 | 1,2 | 2,4 | 0,2 | 0,0 | 7,5  |
| 2004-2005 | Minnesota T'wolves | 79  | 32  | 21,9 | 40,1 | 34,5 | 77,8 | 1,3 | 3,6 | 0,3 | 0,1 | 8,7  |
| 2005-2006 | Minnesota T'wolves | 36  | 0   | 22,2 | 38,1 | 39,6 | 92,3 | 1,2 | 2,9 | 0,3 | 0,1 | 9,5  |
| 2006-2007 | Minnesota T'wolves | 34  | 6   | 16,3 | 37,9 | 35,0 | 81,3 | 1,4 | 2,1 | 0,4 | 0,1 | 5,9  |
| 2007-2008 | G.S. Warriors      | 9   | 0   | 10,3 | 29,0 | 33,3 | 100  | 0,8 | 1,0 | 0,3 | 0,0 | 3,1  |
| Carriera  | Carriera           | 517 | 168 | 21,8 | 40,1 | 33,9 | 85,8 | 1,7 | 3,4 | 0,5 | 0,1 | 9,0  |

#### Playoffs
| Anno     | Squadra            | PG | PT | MP   | TC%  | 3P%  | TL%  | RP  | AP  | PRP | SP  | PP   |
| -------- | ------------------ | -- | -- | ---- | ---- | ---- | ---- | --- | --- | --- | --- | ---- |
| 2001     | Orlando Magic      | 4  | 0  | 14,0 | 28,6 | 0,0  | 83,3 | 2,3 | 2,3 | 0,3 | 0,0 | 4,3  |
| 2002     | Orlando Magic      | 4  | 0  | 26,5 | 37,5 | 0,0  | 93,8 | 1,0 | 1,5 | 0,0 | 0,0 | 12,8 |
| 2003     | Minnesota T'wolves | 6  | 6  | 36,8 | 41,5 | 43,6 | 94,7 | 2,0 | 5,5 | 1,3 | 0,0 | 23,5 |
| Carriera | Carriera           | 14 | 6  | 27,4 | 38,9 | 36,2 | 93,3 | 1,8 | 3,4 | 0,6 | 0,0 | 14,9 |